# زوير الخرامزة (ملاثاني)
زویر الخرامزة (بالفارسية: زویرخرامزه) هي منطقة سكنية تقع في إيران في قسم ملاثاني الريفي. يقدر عدد سكانها بـ 136 نسمة بحسب إحصاء 2016.